# Sophiapolder (Zeeuws-Vlaanderen)
De Sophiapolder is een polder ten zuiden van Oostburg, behorende tot de Ottevaere en Van Dammepolders.
Het betrof schorren in de Passageule die ten westen van de in 1788 aangelegde Bakkersdam nu in een doodlopende, verlandende geul veranderd was. In 1807 vond bedijking plaats in opdracht van generaal Dominique Vandamme, zie ook: Austerlitzpolder. Zo ontstond een polder van 329 ha, welke vernoemd werd naar Vandamme's echtgenote, Sophia 't Kindt.
Er werd een houten paviljoen in de polder gebouwd, dienende als zomerwoning voor Vandamme, en in 1860 werd dit uitgebreid tot een boerderij, die sindsdien eveneens  't Paviljoen heet.
In het uiterste oosten van de polder vindt men de buurtschap Bakkersdam. Van daar uit loopt het Uitwateringskanaal door de polder in westelijke richting, over het traject waar zich vroeger de Passageule bevond.
De polder wordt begrensd door de Isabelladijk, de Appelstraat, de Maagdenbergweg en de Margarethaweg.

## Natuurgebied

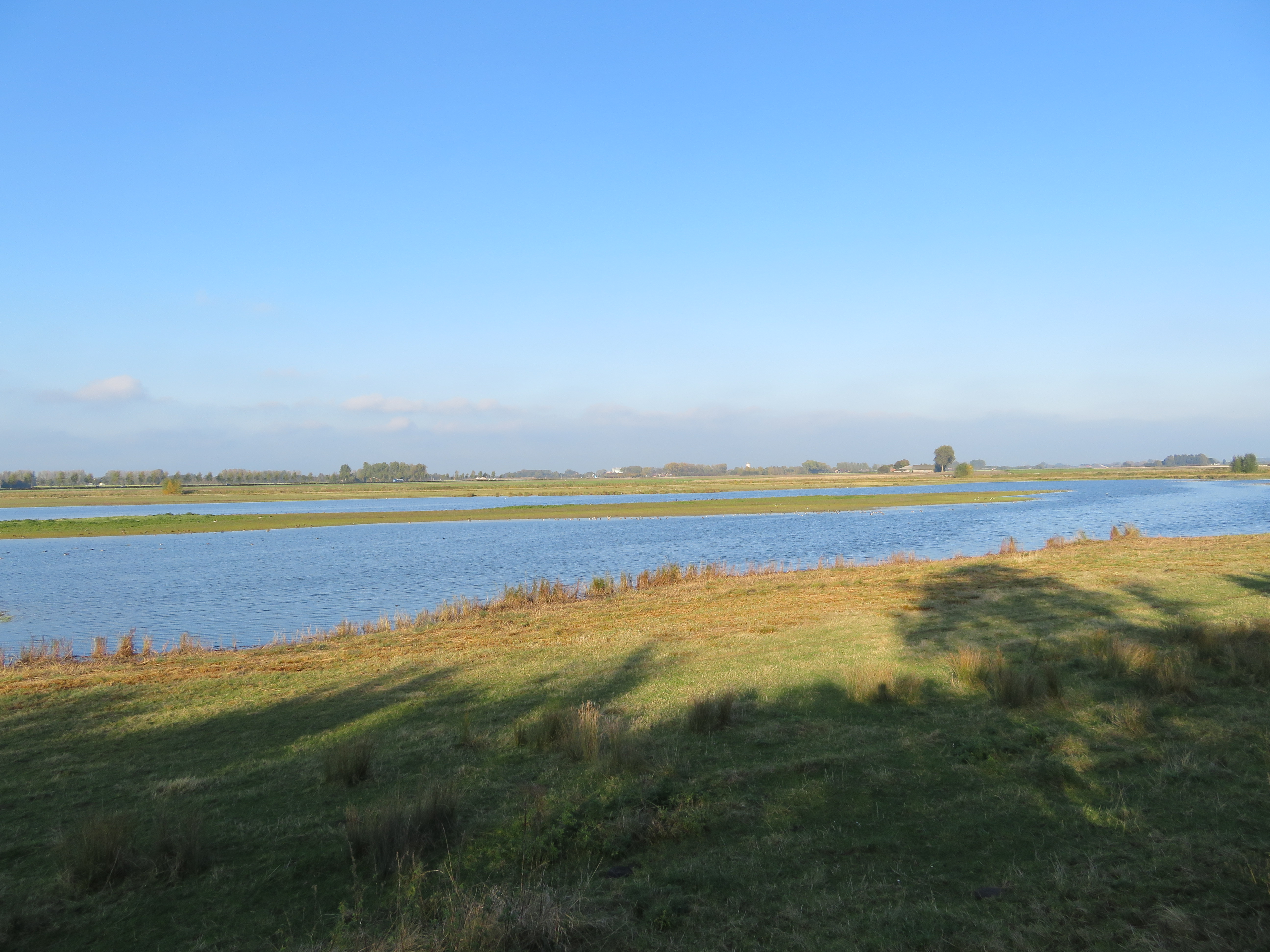

In de Sophiapolder werd vanaf 2006 een natuurcompensatiegebied ingericht, wat gecombineerd werd met zandwinning. De aanleg geschiedt in drie fasen. Op de plaats van het Paviljoen werd een vogelkijkhut gebouwd.